# Pavement Music
Pavement Music ist ein amerikanisches Musiklabel aus Oakbrook Terrace in Illinois, das auf verschiedene Spielarten aus dem Bereich Heavy Metal spezialisiert ist. Zwischen der Gründung 1993 und dem zwischenzeitlichen Rückzug aus der Branche im Jahr 2002 wurden viele Alben von Bands veröffentlicht, die in Europa bei anderen Plattenfirmen unter Vertrag standen wie z. B. Accept und Kreator. Im Jahr 2013 wurde das Label vom Eigentümer und Geschäftsführer Mark Nawara wieder eröffnet.

## Veröffentlichungen (Auswahl)
- 1993: Demilich – Nespithe
- 1993: Crowbar – Crowbar
- 1994: Fear of God – Toxic Voodoo
- 1994: Genetic Wisdom – Humanity on Parole
- 1994: Scatterbrain – Mundus Intellectualis
- 1995: Accept – Death Row
- 1995: Malevolent Creation – Eternal
- 1998: Internal Bleeding – The Extinction of Benevolence
- 1999: Fleshgrind – Destined for Defilement
- 1999: Kreator – Endorama
- 1999: Mortuary – Eradicate
- 1999: Mystic Circle – Drachenblut
- 1999: Postmortem – Repulsion
- 2000: Beseech – Black Emotions
- 2000: Hateplow – The Only Law Is Survival
- 2000: Wizzard – Songs of Sins and Decadence
- 2001: Altar – Red Harvest
- 2001: Murder Squad – Unsane, Insane and Mentally Deranged
- 2001: Novembers Doom – The Knowing
- 2014: (hed)p.e. – Evolution
- 2014: Methedras – System Subversion
- 2016: Flaw – Divided We Fall
- 2017: Powerman 5000 – New Wave